# Cabera apotaeniata
Cabera apotaeniata là một loài bướm đêm trong họ Geometridae.